# Mechanicy Shanty (album)
Mechanicy Shanty – pierwszy album zespołu Mechanicy Shanty, nagrany w studiu Polskiego Radia Szczecin w roku 1989. Wydano na płycie winylowej i kasecie magnetofonowej.

## Lista utworów
| Nr  | Nazwa piosenki                                                            | Długość |
| --- | ------------------------------------------------------------------------- | ------- |
| 1.  | Żegluj                                                                    | 2:50    |
| 2.  | Heave Away Santiano (na podstawie "Santiano")                             | 2:35    |
| 3.  | Herzogin Cecille                                                          | 1:40    |
| 4.  | Stara latarnia                                                            | 3:10    |
| 5.  | Pacyfik (na podstawie "The Rattlin Bog")                                  | 2:55    |
| 6.  | Sześć błota stóp (na podstawie "Six Feet of Mud")                         | 1:30    |
| 7.  | Stare Swansea Town raz jeszcze                                            | 2:05    |
| 8.  | Lowlands Away                                                             | 3:00    |
| 9.  | Marco Polo                                                                | 3:00    |
| 10. | Paddy Works on the Railway                                                | 1:20    |
| 11. | Green Horn                                                                | 3:15    |
| 12. | Maringo                                                                   | 1:25    |
| 13. | Hiszpanka z Callao (na podstawie "The Spanish Lady")                      | 3:35    |
| 14. | Płyńmy w dół do starej Maui (na podstawie "The Rolling Down to Old Maui") | 4:25    |
| 15. | Dziki włóczęga (na podstawie "The Wild Rover")                            | 2:45    |